# Article 8 de la Charte canadienne des droits et libertés
L'article 8 de la Charte canadienne des droits et libertés est l'article de la Charte des droits de la Constitution du Canada qui garantit à toute personne au Canada la protection contre les perquisitions ou les saisies abusives. Cette disposition de la Charte fournit aux Canadiens leur principale source de droits constitutionnels à la vie privée contre les intrusions abusives de l'État. De façon générale, cela protège l'information personnelle qui peut être obtenue via une fouille, une perquisition où par différents moyens de surveillance.
Toute propriété trouvée ou saisie d'une manière non conforme à l'article 8 peut être exclue en tant qu'élément de preuve lors d'un procès en vertu de l'article 24(2).

## Texte
Sous la rubrique Garanties juridiques, l'article 8 se lit comme suit :

« 8. Chacun a droit à la protection contre les fouilles, les perquisitions ou les saisies abusives. »

— Article 8 de la Charte canadienne des droits et libertés

## Attente raisonnable de protection de la vie privée
« L'article 8 de la Charte s'applique lorsqu'une personne a des « attentes raisonnables en matière de vie privée relativement à l'objet de l'action de l'État et aux renseignements auxquels cet objet donne accès ». Le demandeur qui souhaite avoir qualité pour soutenir qu'il y a eu atteinte aux droits que lui garantit l'art. 8 doit démontrer qu'il s'attendait subjectivement à ce que l'objet de la fouille demeure privé et que son attente était objectivement raisonnable et égard à « l'ensemble des circonstances ». Dans cette évaluation, les tribunaux sont guidés par quatre questions : (1) l'objet de la prétendue fouille; (2) si le demandeur avait un intérêt direct à l'égard de l'objet; (3) si le demandeur avait une attente subjective au respect de sa vie privée à l'égard de l'objet; et (4) si l'attente subjective du demandeur au respect de sa vie privée était objectivement raisonnable. »

— R. c. Campbell, 2024 CSC 42, par. 39 (références omises)
L'attente raisonnable de vie privée fluctue en fonction l'objet de la fouille. Par exemple, si une personne a une attente raisonnable de vie privée élevée à l'intérieur de sa résidence, sa présence dans un véhicule justifie une attente raisonnable plus réduite. À l'autre bout du spectre, certains objets ne justifient aucune attente raisonnable de vie privée (notamment les ordures laissées en bordure de rue en vue de leur collecte ou le profil ADN laissé sur une tasse abandonnée).
Avec l'avènement des nouvelles technologies, la notion d'objet de la fouille s'est étendue notamment au contenu des appareils électroniques (ordinateur, téléphone portable), à la messagerie instantanée et à l'adresse IP.

## Fouilles, perquisitions et saisies
Toutes les formes d'examen ne constituent pas une fouille, une perquisition ou une saisie. Une fouille ou une perquisition au sens de l'article 8 entend une technique d'enquête utilisée par l'État qui empiète sur l'attente raisonnable d'un individu au respect de sa vie privée. Une saisie se produit « lorsque les autorités prennent quelque chose appartenant à une personne sans son consentement ».
L'analyse se concentre sur l'objectif de l'examen. La demande d'un policier à un automobiliste de lui remettre de son permis de conduire et sa preuve d'assurance en vertu d'une loi provinciale ne constitue pas une fouille au sens de l'article 8. Au contraire, le fait pour un policier de cogner à la porte d'une résidence dans le but de sentir une odeur de cannabis constitue une fouille au sens de l'article 8.

## Protection contre les fouilles, perquisitions ou saisies abusives
« Trois conditions doivent être remplies pour qu’une fouille ne soit pas abusive:  a) elle doit être autorisée par la loi, b) la loi elle‑même ne doit pas être abusive, et c) la fouille ne doit pas avoir été effectuée d’une manière abusive »

— R. c. Stillman, [1997] 1 RCS 607, par. 25 (références omises)
Une fouille ou perquisition exécutée sans autorisation judiciaire préalable est présumée abusive et il revient alors à l'État de réfuter cette présomption.
Dans le cadre de l'exécution de leurs devoirs, les policiers bénéficient de plusieurs pouvoirs de fouille et de saisie découlant de la loi ou de la common law qui ont été reconnus par la jurisprudence, notamment en matière de fouille accessoire à l'arrestation, d'urgence de et sécurité ou encore d'objets bien en vue (plain view).

## Sources
- (en) Cet article est partiellement ou en totalité issu de l’article de Wikipédia en anglais intitulé « Section Eight of the Canadian Charter of Rights and Freedoms » (voir la liste des auteurs).